# Eriopyga nigripars
Eriopyga nigripars är en fjärilsart som beskrevs av William Schaus 1903. Eriopyga nigripars ingår i släktet Eriopyga och familjen nattflyn. Inga underarter finns listade i Catalogue of Life.